# Політотдельське (Волгоградська область)
Політотдельське (рос. Политотдельское) — село у Ніколаєвському районі Волгоградської області Російської Федерації.
Населення становить 1085 осіб. Входить до складу муніципального утворення Політотдельське сільське поселення.

## Історія
Село розташоване у межах українського історичного та культурного регіону Жовтий Клин.
Згідно із законом від 14 лютого 2005 року № 1006-ОД органом місцевого самоврядування є Політотдельське сільське поселення.

## Населення
| 2010 |
| ---- |
| 1085 |